# Кодзоков, Мурат Муаедович
Мурат Муаедович Кодзоков (род. 21 июля 1986) — российский дзюдоист и самбист, чемпион и призёр чемпионатов России по дзюдо, призёр чемпионата России по самбо, призёр чемпионата Европы по дзюдо, победитель и призёр многих международных турниров. Член сборной команды России с 2010 года. Выступает в полулёгкой (до 68 кг) и лёгкой (до 73 кг) весовых категориях.

## Спортивные результаты
- Чемпионат России по самбо 2007 года — ;
- Чемпионат России по дзюдо 2007 года — ;
- Чемпионат России по дзюдо 2009 года — ;
- Чемпионат России по дзюдо 2012 года — ;